# Exposició Pan-Americana
L'Exposició Pan-Americana va ser una fira mundial que va tenir lloc a Buffalo (estat de Nova York) als Estats Units des de l'1 de maig fins al 2 de novembre de 1901. Va ser organitzada per la Pan-American Exposition Company, fundada el 1897. L'illa Cayuga va ser en principi el lloc escollit per a l'exposició, ja que estava prop de les cascades del Niàgara que era una gran atracció turística, però la guerra Hispano-estatunidenca de 1898 va fer canviar els plans.
Després de la guerra, Buffalo al final va resultar escollida pels fet de tenir més població i millors connexions ferroviàries que Niàgara. El juliol de 1898, el Congrés dels Estats Units, va prometre 500.000 per a l'Exposició a Buffalo.
Un altre factor que va ajudar va ser que Nikola Tesla havia inventat recentment un sistema de corrent altern per a transmetre l'electricitat a grans distàncies cosa que va facilitar la il·luminació de Buffalo.
L'exposició es recorda especialment per l'assassinat del president dels Estats Units William McKinley per l'anarquista Leon Czolgosz, al Temple of Music el 6 de setembre de 1901.
El recent invent dels raigs X havia estat presentat a l'Exposició però els metges no el volgueren emprar per buscar la bala dins el cos del president perquè no sabien si el sistema dels raigs X tindria efectes secundaris i de quins tipus, a més, irònicament, q la sala d'operacions no hi havia llum elèctrica.